# Pingzi Shan
Pingzi Shan (chinesisch 瓶子山 ‚Flaschenberg‘) ist ein 128 m hoher Hügel mit abgeflachtem Gipfel auf King George Island im Archipel der Südlichen Shetlandinseln. Er ragt nordwestlich der Große-Mauer-Station auf.
Chinesische Wissenschaftler benannten ihn im Zuge von Vermessungs- und Kartierungsarbeiten im Jahr 1986.